# (749) Malzovia

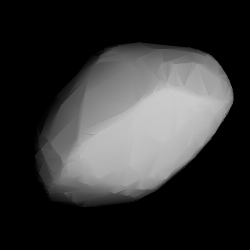
3D-Modell von Malzovia

(749) Malzovia ist ein Asteroid des Hauptgürtels, der am 5. April 1913 vom russischen Astronomen Sergei Iwanowitsch Beljawski am Krim-Observatorium in Simejis entdeckt wurde.
Der Asteroid wurde nach dem Amateurastronomen S. I. Maltsov benannt, einem Stifter des Krim-Observatoriums.